# Muttergotteskirche (Skopje)

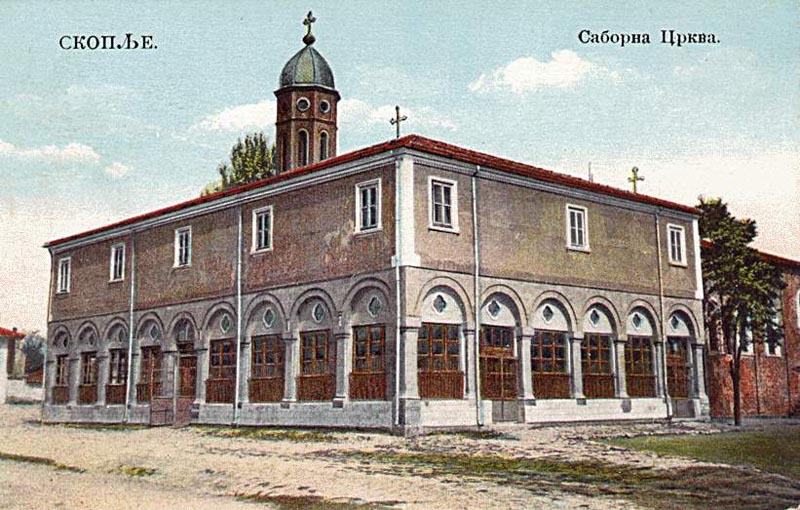
Westfassade der Muttergotteskirche auf einer Postkarte (1919)

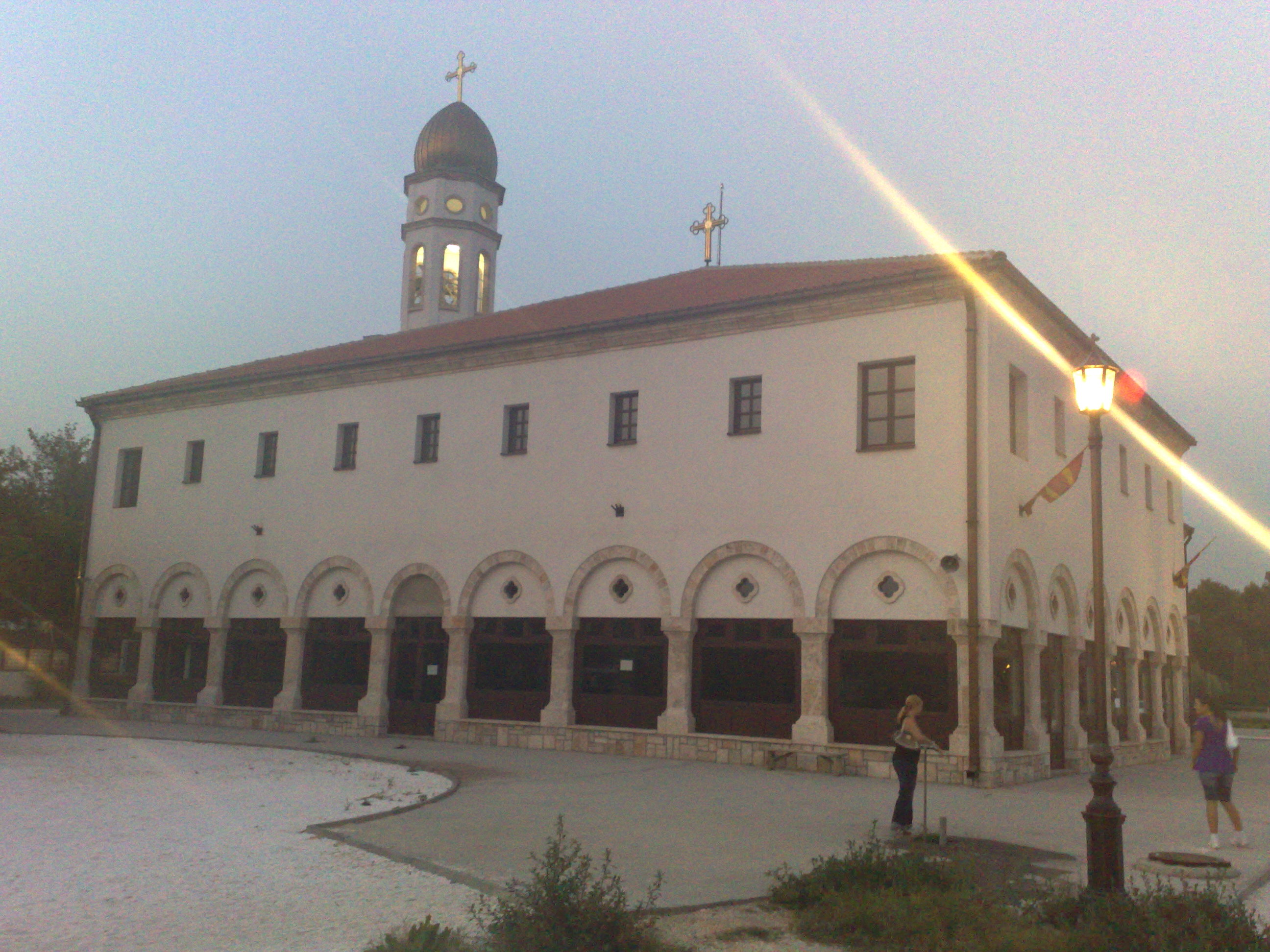
Die Muttergotteskirche nach der Rekonstruktion

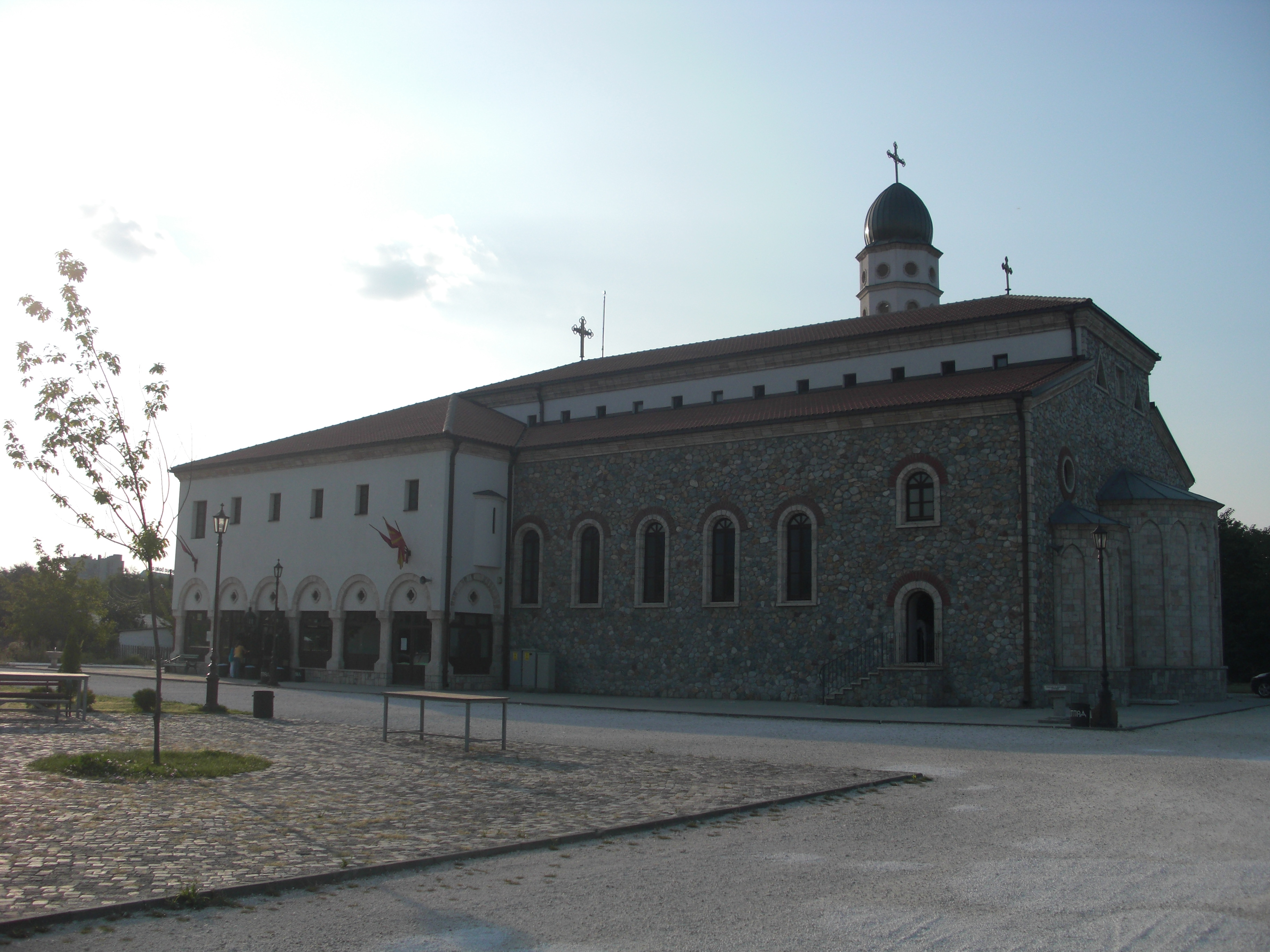
Weitere Ansicht

Die Muttergotteskirche ist eine orthodoxe Kirche der mazedonisch-orthodoxen Kirche in der nordmazedonischen Hauptstadt Skopje.

## Lage
Die Muttergotteskirche befindet sich heute im Stadtviertel Pajko Maalo am linken Ufer des Vardar-Flusses.

## Geschichte
Laut einiger Überlieferungen existierte vor dem Bau der heutigen Kirche bereits eine mittelalterliche Kirche. Während der Zeit der bulgarischen Wiedergeburt, im Zuge des Bulgarisch-griechischen Kirchenkampfes für eine unabhängige bulgarische Kirche innerhalb des griechisch geprägten ökumenischen Patriarchats von Konstantinopel, entschied die bulgarische Gemeinde in Skopje (damals Üsküb) ein eigenständiges Gotteshaus zu bauen. Das Projekt war möglich geworden, da die osmanischen Baugesetze mittlerweile gelockerten worden waren, die einst den Neubau bzw. die Renovierung christlicher Kirchen eingeschränkt hatten. Die Bauarbeiten begannen 1809 unter der Leitung des Baumeisters und Malers (Sograf) Damjan Jankolow. Dieser starb während der Bauzeit und die Kirche wurde von seinen Söhnen, geführt von Andreja Damjanow fertiggestellt. Am 1. Mai 1835 wurde sie der Geburt der Heiligen Muttergottes geweiht.
Die Kirche ist eine dreischiffige Basilika aus Stein mit einer Westerweiterung. Die Ikonostase ist mit Marmor und Holzschnitzereien verziert. Die Hauptstifter des Baus sind Хаджи Трайко Дойчинович, Йован Шишко, Петре Зелениковски, Търпе Патишкалия. Ein Jahr nach der Fertigstellung der Kirche wurde eine Klosterschule, an der in bulgarischer Sprache unterrichtet wurde, in dessen Hof errichtet. Um 1850 erfolgte die Umstellung der Schule nach dem Lancaster System und 1895 die Umwandlung in die Bulgarische Pädagogische Schule.
Gemäß dem vom Sultan Abdülaziz am 28. Februar 1870 erlassenen Ferman zur Errichtung des Bulgarischen Exarchats wurde 1874 nach einem Plebiszit der slawischen Bevölkerung mit Dorotej von Skopje der erste bulgarische Bischof der Eparchie Skopje eingesetzt, der sich schließlich der Bulgarisch-Orthodoxen Kirche unterstellte. Die Muttergotteskirche wurde sein Sitz. Nach der Eingliederung Skopjes 1912 in Jugoslawien wurde die Kirche der serbischen, und später der mazedonischen orthodoxen Kirche unterstellt.
Eine Bischofskirche blieb sie bis zu ihrer Zerstörung während des Erdbebens von 1963. Von 2005 bis 2008 wurde sie vollständig rekonstruiert.